# Соколовка (Алтайский край)
Соколовка — село в Михайловском районе Алтайского края. Располагалось на территории Назаровского сельсовета. Упразднено в 1970-е годы.

## География
Располагалось в 9 км к юго-западу от села Назаровка, у озера Дунай.

## История
Основано в 1900 году. В 1928 г. деревня Соколова состояла из 72 хозяйств, основное население — русские. Центр Соколовского сельсовета Михайловского района Славгородского округа Сибирского края. В деревне имелась школа.

## Население[1]
| год     | 1928 | 1939 | 1959 |
| ------- | ---- | ---- | ---- |
| человек | 372  | 190  | 64   |